# Mistrzostwa Świata FIBT 2001
Mistrzostwa Świata FIBT 2001 odbywały się w dniu 20 lutego 2001 w Sankt Moritz, gdzie przeprowadzono męskie konkurencje bobslejowe oraz w Calgary, gdzie przeprowadzono konkurencję kobiecych dwójek bobslejowych i konkurencje skeletonowe.

## Skeleton
- Data: 10 – 11 lutego 2001 Calgary

### Mężczyźni
| Miejsce | Sportowiec      | Narodowość        | Czas    |
| ------- | --------------- | ----------------- | ------- |
| 1       | Martin Rettl    | Austria           | 3:48.06 |
| 2       | Jeff Pain       | Kanada            | 3:48.94 |
| 3       | Lincoln DeWitt  | Stany Zjednoczone | 3:49.25 |
| 4       | Jim Shea        | Stany Zjednoczone | 3:49.83 |
| 5       | Gregor Staehl   | Szwajcaria        | 3:50.00 |
| 6       | Christian Auer  | Austria           | 3:50.22 |
| 7       | Kazuhiro Koshi  | Japonia           | 3:50.61 |
| 8       | Duff Gibson     | Kanada            | 3:50.80 |
| 9       | Kristan Bromley | Wielka Brytania   | 3:50.81 |
| 10      | Chris Soule     | Stany Zjednoczone | 3:51.02 |

### Kobiety
- Data: 10 – 11 lutego 2001 Calgary

| Miejsce | Zawodnik              | Narodowość        | Czas    |
| ------- | --------------------- | ----------------- | ------- |
| 1       | Maya Pedersen-Bieri   | Szwajcaria        | 3:55.56 |
| 2       | Alex Coomber          | Wielka Brytania   | 3:55.63 |
| 3       | Tricia Stumpf         | Stany Zjednoczone | 3:55.87 |
| 4       | Steffi Hanzlik        | Niemcy            | 3:56.56 |
| 5       | Jekatierina Mironowa  | Rosja             | 3:57.40 |
| 6       | Lea Ann Parsley       | Stany Zjednoczone | 3:58.60 |
| 7       | Monique Riekewald     | Niemcy            | 3:59.30 |
| 8       | Mellisa Hollingsworth | Kanada            | 3:59.45 |
| 9       | Diana Sartor          | Niemcy            | 3:59.46 |
| 10      | Deanna Panting        | Kanada            | 3:59.52 |

## Bobsleje

### Mężczyźni

#### Dwójki
- Data: 20 lutego 2001 Sankt Moritz

| Miejsce | Narodowość | Zawodnik                      | czas |
| ------- | ---------- | ----------------------------- | ---- |
| 1       | Niemcy     | Christoph Langen Marco Jakobs | –    |
| 2       | Szwajcaria | Reto Götschi Cédric Grand     | –    |
| 3       | Szwajcaria | Martin Annen Beat Hefti       | –    |

#### Czwórki
- Data: 20 lutego 2001 Sankt Moritz

| Miejsce | Narodowość | Zawodnik                                                    | czas |
| ------- | ---------- | ----------------------------------------------------------- | ---- |
| 1       | Niemcy     | Christoph Langen Markus Zimmermann Sven Peter Alex Metzger  | –    |
| 2       | Niemcy     | André Lange Lars Behrendt Rene Hoppe Carsten Embach         | –    |
| 3       | Szwajcaria | Christian Reich Steve Anderhub Urs Aeberhard Domenic Keller | –    |

### Kobiety

#### Dwójki
- Data: 12 lutego 2001 Calgary

| Miejsce | Narodowość        | Zawodnik                          | czas |
| ------- | ----------------- | --------------------------------- | ---- |
| 1       | Szwajcaria        | Françoise Burdet Katharina Sutter | –    |
| 2       | Stany Zjednoczone | Jean Racine Jennifer Davidson     | –    |
| 3       | Niemcy            | Susi Erdmann Tanja Hess           | –    |

## Tabela medalowa
| Miejsce | Państwo           |   |   |   | Razem |
| ------- | ----------------- | - | - | - | ----- |
| 1.      | Szwajcaria        | 2 | 1 | 2 | 5     |
| 2.      | Niemcy            | 2 | 1 | 1 | 4     |
| 3.      | Austria           | 1 | 0 | 0 | 1     |
| 4.      | Stany Zjednoczone | 0 | 1 | 2 | 3     |
| 5.      | Kanada            | 0 | 1 | 0 | 1     |
|         | Wielka Brytania   | 0 | 1 | 0 | 1     |